# Stift St. Alban vor Mainz

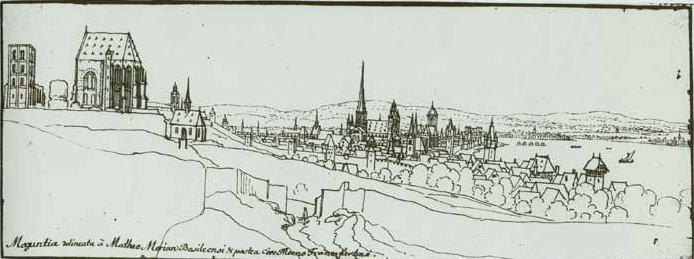
Mainz von Südosten aus gesehen (1631). Links St. Alban mit Chor und Turm, dazwischen der normalerweise ca. 500 m weiter entfernt stehende Drususstein. Federzeichnung von Wenzel Hollar

Das Stift St. Alban vor Mainz war eine vom Frühmittelalter bis zum 16. Jahrhundert bestehende, erst 1802 förmlich aufgehobene Benediktinerabtei auf dem Albansberg südlich der heutigen Altstadt von Mainz.
Bereits seit der ersten Hälfte des 5. Jahrhunderts bestand an dieser Stelle eine einschiffige Saalkirche des heiligen Alban. Ausweislich des Grabsteins eines Abtes Pertram muss dort spätestens seit dem 7. Jahrhundert eine Mönchsgemeinschaft existiert haben, die nach der Regel des Columban von Luxeuil lebte, Beziehungen zu St. Gallen unterhielt und nachweisbar mit beachtlichen Gütern ausgestattet war. Der Mainzer Erzbischof Richulf (787–813) ließ einen bedeutenden, dreischiffigen Neubau errichten, der am 1. Dezember 805 geweiht wurde. Möglicherweise schon damals, spätestens aber 813 muss im Rahmen der Klosterreform Benedikts von Aniane der Übergang zur Benediktinerregel eingeleitet worden sein.
Die Bedeutung des Ortes spiegelte sich bereits in der mit 13 × 28 Metern außergewöhnlichen Größe des spätantiken Saalbaus wider. Die von Richulf geweihte karolingischen Klosterkirche erreichte mit einem Mittelschiff von ca. 12,40 Metern und Seitenschiffen von ca. 6,20 Metern die Dimensionen des allerdings um einiges längeren karolingischen Kölner Doms und war bis zum Bau des Domes St. Martin durch Erzbischof Willigis die größte Kirche in Mainz.
Das Kloster war für seine prachtvolle Kirche bekannt, aber auch für seine Schule. Sie stand in Beziehungen zur karolingische Hofschule, an der sowohl Erzbischof Richulf als auch der um 780 in Mainz geborene spätere Erzbischof Hrabanus Maurus ausgebildet worden waren. Zumindest ein Teil der bedeutenden und charakteristischen frühmittelalterlichen Handschriftenproduktion Mainzer Provenienz dürfte aus St. Alban stammen, auch wenn das wichtigere Skriptorium am Dom bestanden zu haben doch scheint.

## Baugeschichte

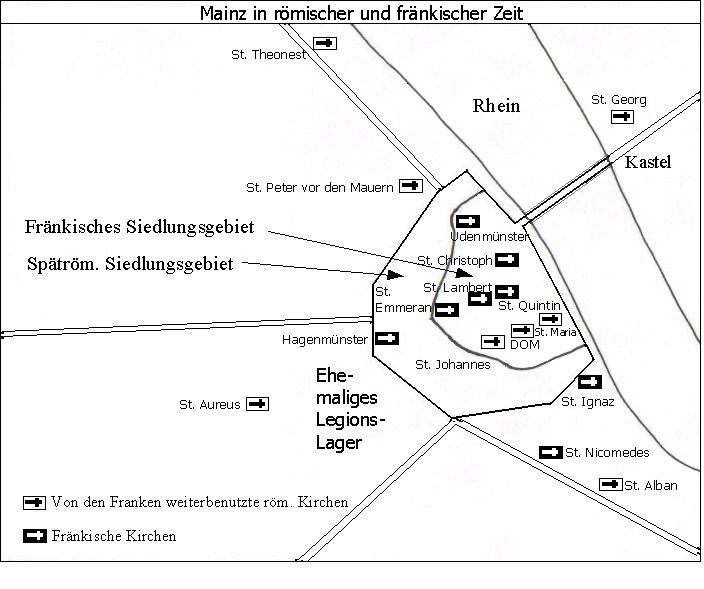
Mainz und seine Kirchen in spätrömischer und fränkischer Zeit – St. Alban im Südosten

Aus spätrömischer Zeit stammt die älteste Kirche, ein einschiffiger Bau, mit einer Grundfläche von genau 50:100 römischen Fuß, an dessen Außenseite zahlreiche Gräber von Klerikern und Laien lagen. Im Jahr 805 wurde die karolingische Basilika eingeweiht, eine dreischiffige Kirche mit Apsis (das Querhaus und die beiden Seitenapsiden jüngeren Datums, wohl 1114). Im Westen befand sich eine Vorhalle in der Breite des Mittelschiffs, darüber die Michaelskapelle, aber noch ohne Turm. Die aus späteren Abbildungen bekannten zwei Westtürme wurden erst in romanischer Zeit hinzugefügt. Der gotische Chor, errichtet um 1300 und 1500, war von außergewöhnlicher Größe. Der Grundriss der Anlage des Klosters Johannisberg im Rheingau trägt Züge seines Mutterklosters St. Alban.

## Im 8. Jahrhundert
Die Existenz einer klösterlichen Gemeinschaft seit dem 7. Jahrhundert ist durch Grabsteinfunde belegt. Noch vor der Vollendung des St.-Alban-Klosters fand im Jahr 794 Fastrada, die vierte Gemahlin Karls des Großen, der den Bau mitfinanzierte, und später eine Vielzahl Mainzer Erzbischöfe ihre letzte Ruhestätte. Vor der Fertigstellung des Klosters, bzw. vor Bonifatius, diente St. Hilarius den Mainzer Bischöfen als Grabeskirche.
Aber auch bereits in römischer Zeit und der Spätantike existierte hier ein Friedhof mit Kirche, was Ausgrabungen in den Jahren 1907 bis 1911 zu Tage förderten. Unter den freigelegten Gräbern kann auch das Grab Albans vermutet werden. Bei einem Erdbeben im Jahr 858 wurden Teile der Kirche zerstört.

## Imperialer Einfluss
Das Ansehen von St. Alban im karolingischen Reich wurde unter anderem in den zahlreichen Kirchen- und Reichsversammlungen sichtbar, die dort 813, 847, 1084 und 1182 stattfanden. Im 10. Jahrhundert wurde St. Alban zum bedeutendsten Zentrum ottonischer Liturgie. Von 1022 bis 1031 leitete Ekkehard IV. von St. Gallen unter Erzbischof Aribo die Klosterschule. Das Evangeliar aus St. Alban ist eines der Hauptwerke der ottonischen Buchmalerei.
Das Mainzer Pontifikale (ordo coronationis) schrieb unter anderem Regelungen über die Königserhebung, -salbung und -krönung fest. Das vermutlich unter Wilhelm von Mainz entstandene Pontificale Romano-Germanicum erlangte innerhalb der gesamten römisch-katholischen Kirche Gültigkeit. In St. Alban fand bis 1419, dem Jahr, in dem das Kloster zum Ritterstift umgewandelt wurde, ein wichtiger zeremonieller Akt statt. Im Rahmen der Amtseinführung des neu erwählten Erzbischofs streifte dieser das ihm vom Papst übersandte Pallium zum ersten Mal über, nachdem es eine Nacht auf dem Grab des heiligen Alban geruht hatte.
Das Mainzer Domkapitel pflegte enge Beziehungen zu St. Alban. Die Mainzer Erzbischöfe des 9. und 10. Jahrhunderts wählten das Kloster als Grablege aus. Unter Erzbischof Hildebert wurden 935 aus der verfallenen St.-Hilarius-Kapelle die Gebeine von zehn Bischöfen aus der Zeit vor Bonifatius nach St. Alban überführt. Der Abt von Alban nahm bei festlichen Gottesdiensten den ersten Sitz nach dem Erzbischof ein. Bei den Stationsgottesdiensten am Palmsonntag wurde die Palmweihe obligatorisch in St. Alban vorgenommen. So gelangte der Esel nicht nur auf die Rückseite der später geprägten Albansgulden, sondern auch in das Ortswappen von Bodenheim, wo St. Alban über erheblichen Landbesitz verfügte und noch heute die Lage Reichsritterstift bekannt ist.
Im 11. Jahrhundert wuchs das Interesse an ausführlichen Lebensbeschreibungen des Klosterpatrons St. Alban. Der Domscholaster Gozwin schrieb um 1060 im Auftrag von Abt Bardo, wohl ein Neffe des Erzbischofs, eine Vita des heiligen St. Alban, die Passio sancti Albani Martyris Moguntini, um das Ansehen des Klosters zu fördern. Ein anderer Mönch, Sigehard von St. Alban, verfasste auf Basis des Gozwin-Textes eine weitere Albans-Vita, bei der er den geköpften Heiligen als Motiv besonders herausstellte. In der bildlichen Darstellung hatte sich dies bis dahin noch nicht ausgewirkt. Ein Siegel des Klosters aus dem Jahr 1083 zeigt Alban noch mit Kopf, die linke Hand auf der Brust und in der Rechten die Märtyrerpalme. Durch das Werk Sigehards motiviert wechselte das Kloster gegen Ende des 13. Jahrhunderts sein Siegel, auf dem nun der Heilige seinen Kopf in den Händen hält.

## Befestigung

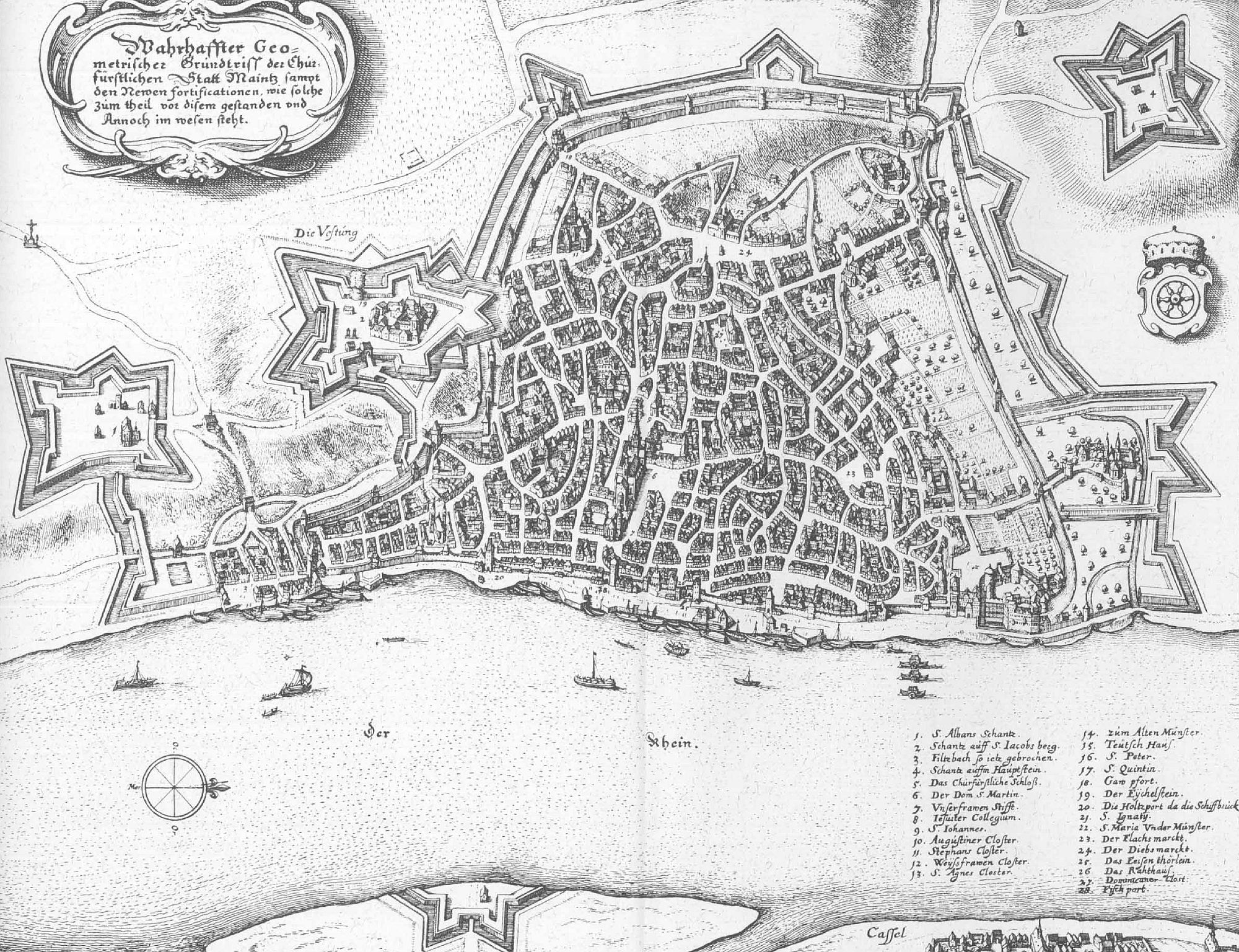
Mainz mit St. Alban im Osten (ganz links) auf einem Stich von Matthäus Merian dem Jüngeren (1655)

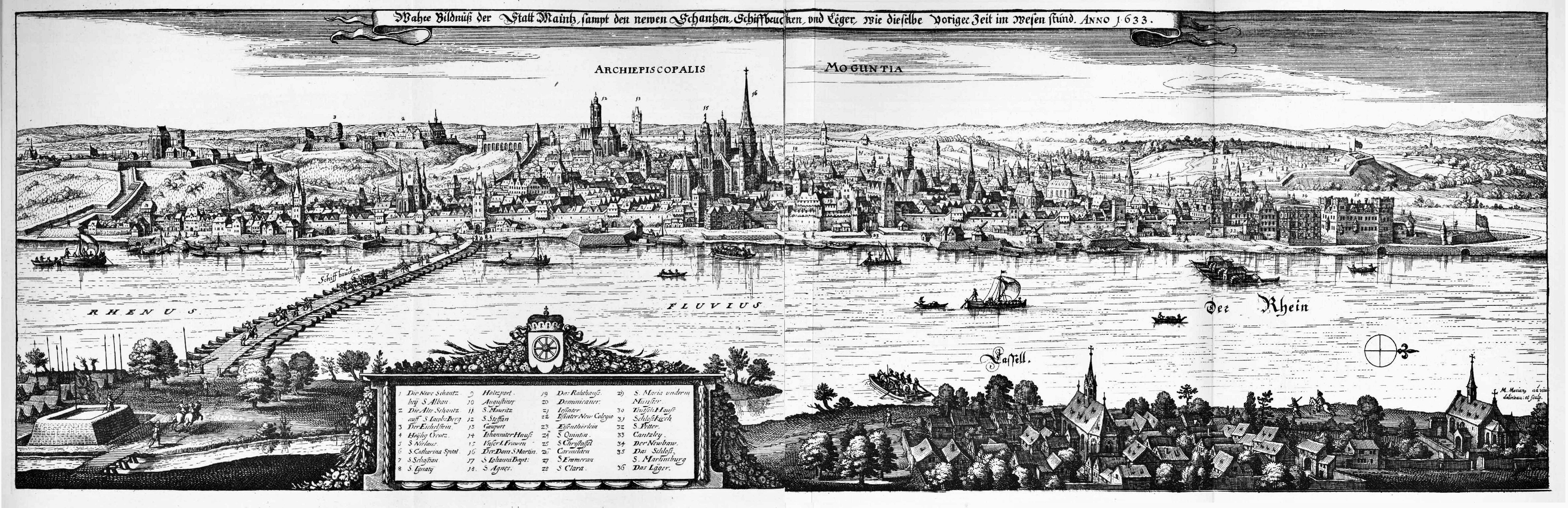
Desgleichen aus Topographia Archiepiscopatuum Moguntinensis (1646)

Der spätere Erzbischof (1328–1336) Balduin von Luxemburg ließ die außerhalb der Stadtmauern gelegenen Klöster St. Alban und St. Jakob sowie das Stift St. Viktor vor Mainz verstärken. St. Alban und St. Viktor verfügten bereits über Türme und starke Ringmauern, die noch aus römischer Zeit stammten oder in späterer Zeit hinzugefügt worden waren. Der Mainzer Klerus stand auf Seiten Balduins, was bedeutete, dass die befestigten Kirchen im Vorfeld der Stadt eine ernste Gefahr für die Stadt bildeten, was die Bürger befürchteten. Das Kloster St. Jakob auf dem Jakobsberg (siehe: Zitadelle Mainz) lag unmittelbar vor dem Stadtgraben und einem Tor und bot bestes Schussfeld auf die Stadtmauer. St. Alban auf dem Albansberg und St. Viktor am Nordrand der Weisenauer Gemarkung riegelten zusammen mit Burg Weisenau Mainz von Süden her regelrecht ab.

## Gewaltsame Entfestigung
Am 10. August 1329 wurden die von starken Mauern umgebene Kirche und die Abtei im Streit zwischen den Bürgern der Stadt Mainz und dem Administrator von Mainz, Balduin von Luxemburg, zerstört. Damals wurde der nördliche Westturm der Westfassade vollständig gesprengt und niedergelegt. Die Abtei wurde zwar wieder aufgebaut, aber bei weitem nicht mehr so prächtig und ohne Defensivbauten. Abt Herrmann musste 1354 auf jegliche Schadenersatzforderungen gegenüber der Stadt Mainz verzichten.
1419 erfolgte die Umwandlung der Benediktinerabtei in ein Kollegiatstift (Ritterstift) unter Erzbischof Johann II. von Nassau. Ausschließlich ritterbürtige Mitglieder wurden im Stift aufgenommen. Mit der Umwandlung und dem Vollzug der diesbezüglichen Bulle, hatte Papst Martin V. den Wormser Bischof Johann II. von Fleckenstein beauftragt. In der Fehde zwischen Erzbischof Diether von Isenburg und dem Kurfürsten Friedrich von der Pfalz blieben 1460 die Stiftsgebäude nur deshalb verschont, weil man sich mit Geld freikaufte. Im Jahr 1518 erteilte Kaiser Maximilian I. dem Ritterstift das Recht, Münzen zu prägen, den Albansgulden.
St. Alban wurde am Abend des 28. August 1552 im Zweiten Markgrafenkrieg durch Markgraf Albrecht Alcibiades von Brandenburg-Kulmbach ausgeplündert und zerstört. Das Stift wurde danach nicht wieder aufgebaut. Aus den Trümmern der Kirche (ipsius templi quae superant ruderibus), erhob sich eine Kapelle, die im Dreißigjährigen Krieg wiederholt schwer beschädigt und während der Belagerung von Mainz (1793) ganz zerstört wurde. 1802 wurde das Stift St. Alban unter Napoleon letztendlich förmlich aufgehoben.

## Besitzungen
Wegen des Verlustes der frühmittelalterlichen Urkundenüberlieferung lässt sich die ältere Besitzgeschichte nur lückenhaft nachzeichnen, doch lassen vereinzelte Belege aus außermainzischer Überlieferung (v. a. aus Fulda) erkennen, dass das Kloster schon vor dem Neubau durch Erzbischof Richulf über eine bedeutende Güterausstattung in Mainz selbst und z. B. in Bodenheim, Laurenziberg bei Gau-Algesheim, aber auch im Wormsgau verfügte (Belege seit der Mitte des 8. Jahrhunderts). Patrozinienkundliche Methoden geben weiteren Aufschluss und deuten auf frühe Besitzungen in einem Bogen südwestlich von Mainz bis südlich von Frankfurt am Main, in der Wetterau, im hessisch-sächsisch-thüringischen Grenzraum und in Mittelfranken. Das damalige Erzbistum Mainz reichte an der unteren Nahe bis weit in den Hunsrück hinein. Dies geht aus der ersten urkundlichen Erwähnung von Münster-Sarmsheim hervor. Lehnsherr war das Kloster St. Alban. Um 900 wurden dem Kloster Nießbrauch aus dem Hof zu Sarmundesheim (=Sarmsheim) zugewiesen. Mit der Vogtei Sarmundesheim waren die Wild- und Rheingrafen, später Kurmainz, belehnt.
1184 bestätigte Papst Lucius III. (1181–1185) dem Abt Heinrich alle Besitzungen, darunter 22 dem Kloster einverleibte Kirchen und 2 Kapellen. In dieser Bulle bestätigte der Papst der Abtei St. Alban alle Besitzungen, Rechte und Privilegien und nennt dabei auch die Kirche in Ebersheim mit einer Kapelle. Die Kapelle gehörte vermutlich zum sogenannten Töngeshof. Dies ist die älteste schriftliche Erwähnung einer Kirche in Ebersheim.
Die Rechte von St. Alban wurden auf Bitten des Abtes 1213 von den Mainzer Erzbischöfen Siegfried II. von Eppstein (1200–1230) und 1325 Matthias von Buchegg (1321–1328) aus dem Mainzer Domkapitel bestätigt.
Papst Bonifatius IX. (1389–1404) bestätigte 1402 dem Kloster erneut seinen Besitz.
Um 1100 schenkte der Mainzer Erzbischof Ruthard dem Benediktinerkloster Weinberge im Rheingau, den damaligen „Bischofsberg“. Die Mönche sollten dort eine neue Gemeinschaft einrichten. Das neue Kloster wurde dem heiligen Johannes geweiht und ist heute unter dem Namen Schloss Johannisberg weltbekannt.

## Beisetzungen
- Fastrada († 794), die vierte Ehefrau Karls des Großen.
- Richulf († 813), Erzbischof von Mainz von 787 bis 813 und Bauherr des Neubaus der Klosterkirche.
- Karl von Aquitanien († 863) Erzbischof von Mainz von 856 bis 863.
- Sunderold († 891) Erzbischof von Mainz von 889 bis 891.
- Liutgard († 953), die Tochter König Ottos I.
- Liudolf († 957) war Herzog von Schwaben und der älteste Sohn Ottos
- Wilhelm von Mainz († 968) war Erzbischof von Mainz.

## Heute

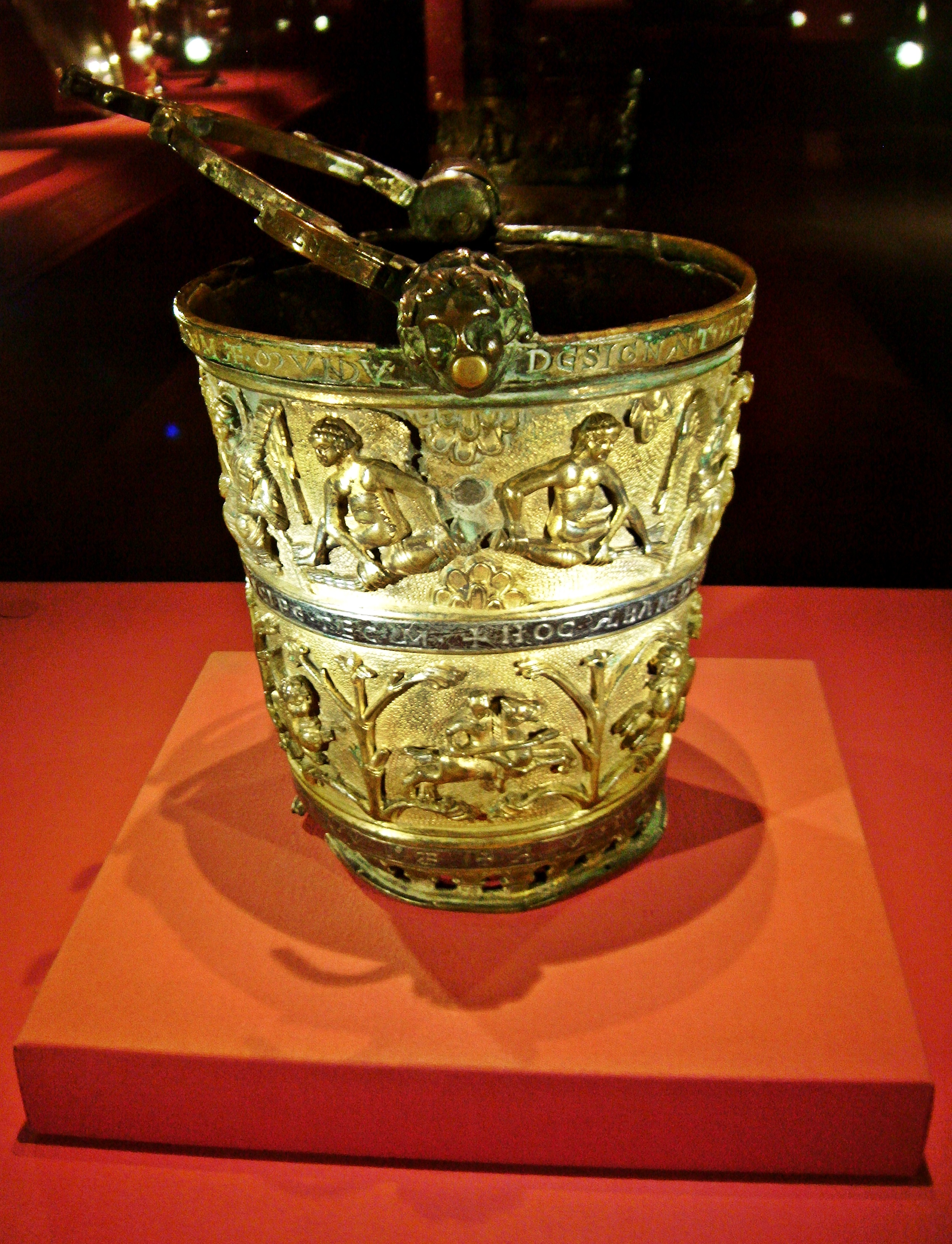
Weihwasserkessel um 1120, aus St. Alban vor Mainz, heute Speyerer Domschatz, im Historischen Museum der Pfalz (Speyer)

130 Jahre nach der Aufhebung erfuhr die Verehrung des Heiligen durch die Errichtung der neuen Pfarrei St. Alban, des ersten Kirchenbaus im Bistum Mainz nach dem Zweiten Weltkrieg, eine Wiederbelebung. Die Benediktinerabtei St. Alban lag innerhalb der heutigen Oberstadt auf dem Albansberg. Die Grundmauern ihrer Kirche fallen heute etwa mit der Straße Auf dem Albansberg zusammen.
Das kostbare Sacramentarium aus der sogenannten Mainzer Schreibstube der Abtei (Mainz, Priesterseminar, Ms. I (saec. IXex)) wird in der Raritätensammlung der Martinus-Bibliothek aufbewahrt.
Im Bayerischen Nationalmuseum zu München befindet sich ein reich verziertes, romanisches Ostensorium und im Speyerer Dom (bzw. derzeit im benachbarten Historischen Museum der Pfalz) ein romanischer Weihwasserkessel aus dem 12. Jahrhundert, die beide aus dem Besitz des Mainzer Stiftes St. Alban stammen.
Der Weihwasserkessel war ein Geschenk von König Ludwig I. von Bayern an den Speyerer Dom. Laut Beschriftung im Museum der Pfalz kam er vom Stift St. Alban in den Mainzer Domschatz und hing bis ins 18. Jahrhundert permanent vor dem Hochaltar des Mainzer Domes.